# Тејчида (Висконсин)
Тејчида (енгл. Taycheedah) насељено је место без административног статуса у америчкој савезној држави Висконсин.

## Демографија
По попису из 2010. године број становника је 704.
| Група             | 2000.    | 2010.       |
| Белци             | 0 (0,0%) | 674 (95,7%) |
| Афроамериканци    | 0 (0,0%) | 2 (0,3%)    |
| Азијати           | 0 (0,0%) | 7 (1,0%)    |
| Хиспаноамериканци | 0 (0,0%) | 16 (2,3%)   |
| Укупно            | 0        | 704         |